# پارکرفیلد (کانزاس)
پارکرفیلد (به انگلیسی: Parkerfield) شهری در ایالت کانزاس کشور ایالات متحده آمریکا است که جمعیت آن در سرشماری سال ۲۰۱۰ میلادی، ۴۲۶ نفر بوده‌است.